# جان ماري لوبلان
جان ماري لوبلان (بالفرنسية: Jean-Marie Leblanc )‏ (و. 1944  م) هو صحفي، وراكب دراجة هوائية فرنسي.

## سباقات أو مراحل فاز بها
| التاريخ       | السباق                          | المركز        |
| ------------- | ------------------------------- | ------------- |
| 10 مايو 1970  | أربعة أيام من دونكيرك 1970      | المركز الثاني |
| 27 يوليو 1970 | 1970 Grote Prijs Raf Jonckheere | المركز الثالث |

## روابط خارجية
- جان ماري لوبلان على موقع أرشيف الدراجات (الإنجليزية)
- جان ماري لوبلان على موقع إحصائيات الدراجات الإحترافية (الإنجليزية)